# Стибель Володимир Володимирович
Володи́мир Володи́мирович Сти́бель (*29 січня 1968, с. Більче Миколаївського району Львівської обл.) — доктор ветеринарних наук (2007), професор, член-кореспондент НААН України, заслужений діяч науки і техніки України, почесний Doctor Honoris Causa Люблінського природничого університету, почесний професор Вроцлавського природничого університету.

## Біографія
Народився 29 січня 1968 року в с. Більче Миколаївського району Львівської області. З 1975 по 1985 роки навчався у Більченській середній школі. У 1985 році поступив на ветеринарний факультет Львівського зооветеринарного інституту, який закінчив з відзнакою у 1992 році. Захистив дипломну роботу за керівництва д.б.н., професора Секретарюка К. В. на тему: «Вивчення патогенезу при кавіозі та ботріоцефальозі коропа в рибгоспі „Заложці“ Тернопільського рибкомбінату». З 1986 по 1988 роки служив у збройних силах. У 1992 році працював на посаді старшого препаратора  кафедри паразитології та рибництва. З 1993 по 1995 роки навчався в аспірантурі на кафедрі паразитології та рибництва. З 1996 року асистент кафедри паразитології та рибництва.
У 1997 році в Білоцерківському державному аграрному університеті захистив кандидатську дисертацію на тему: «Експериментальний аскаридоз: цитогенетичні, імунологічні та біохімічні зміни у поросят і показники мутагенності Ascaris suum та авермектинів» за спеціальністю: 16.00.11- паразитологія (науковий керівник д.б.н., професор Секретарюк К. В.).
У 2003 році присвоєно вчене звання доцента кафедри паразитології та рибництва.
У 2004 році вступив у докторантуру на кафедру фармакології та токсикології, яку закінчив у 2006 році.
У 2007 році захистив докторську дисертацію на тему: «Асоціативні інвазії у свиней (епізоотологія, розробка, фармако-токсикологічне та терапевтичне обґрунтування щодо застосування бровермектин-грануляту)» за спеціальністю: 16.00.11 — паразитологія, гельмінтологія; 16.00.04 — ветеринарна фармакологія та токсикологія (наукові консультанти: д.б.н., професор Секретарюк К. В., д.вет.н., професор Гуфрій Д. Ф.).
З 4 липня 2008 завідувач кафедри паразитології та іхтіопатології.
З 23 листопада 2009 року призначений на посаду заступника декана факультету ветеринарної медицини.
З 24 січня 2011 року декан факультету ветеринарної медицини, обраний на конкурсній основі.
У 2011 році було присвоєно вчене звання професора.
З 31 січня 2014 року призначений на посаду виконуючого обов'язків ректора.
З 14 серпня 2014 року призначений на посаду ректора Львівського національного університету ветеринарної медицини та біотехнологій імені С. З. Гжицького.
З 13 серпня 2017 року звільнений з посади ректора.
З 14 серпня 2017 року призначений на посаду виконуючого обов'язків ректора.
З 06 грудня 2017 року звільнений з виконуючого обов'язків ректора.
З 07 грудня 2017 року призначений посаду ректора Львівського національного університету ветеринарної медицини та біотехнологій імені С. З. Гжицького.

## Наукова діяльність
Загальний стаж професора Стибеля Володимира Володимировича складає 26 років, науково-педагогічний стаж 23 роки, з них 26 років — у Львівському національному університеті ветеринарної медицини та біотехнологій імені С. З. Гжицького, у тому числі з 14 серпня 2014 року — на посаді ректора університету.
Основний напрям наукових досліджень В. В. Стибеля пов'язаний із вивчення впливу генотоксичної і цитотоксичної дії гельмінтів і антгельмінтиків на геном тварин, оскільки охорона генофонду популяцій тварин від різних генотоксичних і цитотоксичних впливів, у тому числі індукованих гельмінтами і ветеринарними препаратами, на сьогоднішній день є однією з найважливіших і найгостріших проблем тваринництва.
Результати наукових досліджень висвітлені у виступах на міжнародних конференціях, симпозіумах, семінарах, а також опубліковані статті у фахових наукових виданнях з ветеринарної медицини, є друковані праці у зарубіжних виданнях, а саме: у Польщі, Росії, Білорусії, Молдові, Таджикистані, Азербайджані. За результатами наукових досліджень опубліковано понад 262 наукових і навчально-методичних праць, 18 патентів, 64 навчально-методичних посібників, розроблено і затверджено технічні умови та настанови по застосуванню препаратів.

## Університет
Професор Стибель В. В. є головним редактором  журналу «Сільський господар» і «Науковий вісник» Львівського національного університету ветеринарної медицини та біотехнологій імені С. З. Гжицького", є членом редакційної колегії Науково-технічного бюлетеня Інституту біології тварин НААН і Державного науково-дослідного контрольного інституту ветеринарних препаратів та кормових добавок і Міжнародного журналу антибіотики та пробіотики.
Професор В. В. Стибель є координатором проведення сумісних фундаментальних та прикладних науково-дослідних робіт, проектів, грантів, науково-практичних міжнародних та всеукраїнських конференцій, симпозіумів та семінарів.
Стибель В. В. керує роботою аспірантів та докторантів. Під керівництвом В. В. Стибеля створюється наукова школа ветеринарних паразитологів. Вже відбувся захист 8 кандидатських і 2  докторських робіт. Рішенням ДАК України призначений головою спеціалізованої ради Д 35.826.03 із захисту докторських дисертацій за трьома спеціальностями у Львівському національному університеті ветеринарної медицини та біотехнологій імені С. З. Ґжицького. Член державної фармакологічної комісії ветеринарної медицини України та вченої ради університету. Почесний член Українського наукового товариства паразитологів.
На даний момент реалізований міжнародний проект «Створення ветеринарної школи передових методів діагностики зі спеціалізованими лабораторіями».
Вперше в Україні ліцензовано підготовку спеціалістів профілю ветеринарної медицини за шестирічною програмою згідно вимог ЄС, щопередбачає в подальшому виконання програми академічної мобільності студента, що створює можливість їх навчання за кордоном та у нашому вищому навчальному закладі.

## Відзнаки та нагороди
За вагомий особистий внесок у науку і практику ветеринарної медицини В. В. Стибель неодноразово нагороджувався Почесними грамотами та подяками Міністерства аграрної політики України, Міністерства освіти і науки України, Львівської обласної державної адміністрації, федерації важкої атлетики України. У 2008 році був нагороджений трудовою відзнакою Міністерства аграрної політики України «Відмінник аграрної освіти України ІІІ ступеня». У 2015 році нагороджений відзнакою Вроцлавського природничого університету «Zasluzony dla Uniwersytetu Przyrodniczego we Wroclawiu». У 2018 році нагороджений нагрудним знаком «Почесна відзнака» Львівської обласної організації профспілки працівників АПК. Відзнакою Папи Римського Франциска (2018). Заслужений діяч науки і техніки України (2018). Почесна відзнака «За заслуги у розвитку студентського спорту» (2018). Почесний професор Вроцлавського природничого університету (2018). Член-кореспондент НААН України (2020). Почесний Doctor Honoris Causa Люблінського природничого університету (2020).

## Нагороди
У 2017 році нагороджений орденом Володимира Великого 1-го ступеня, 2018 році нагороджений почесним орденом Князя — Ярослава Мудрого 1-го ступеня, 2019 році нагороджений Почесним Наперстним Орденом Князя — Ярослава Мудрого, 2021 році Ужгородсько-Хустською єпархією, нагороджений орденом Покрови Пресвятої Богородиці 1-го ступеня за віру і вірність рідній Православній Церкві, 2022 році Міністерством оборони України, нагороджений нагрудним знаком «Знак пошани».
- Заслужений діяч науки і техніки України[1]